# Neptis miah
Neptis miah är en fjärilsart som beskrevs av Moore 1857. Neptis miah ingår i släktet Neptis och familjen praktfjärilar. Inga underarter finns listade i Catalogue of Life.

## Bildgalleri

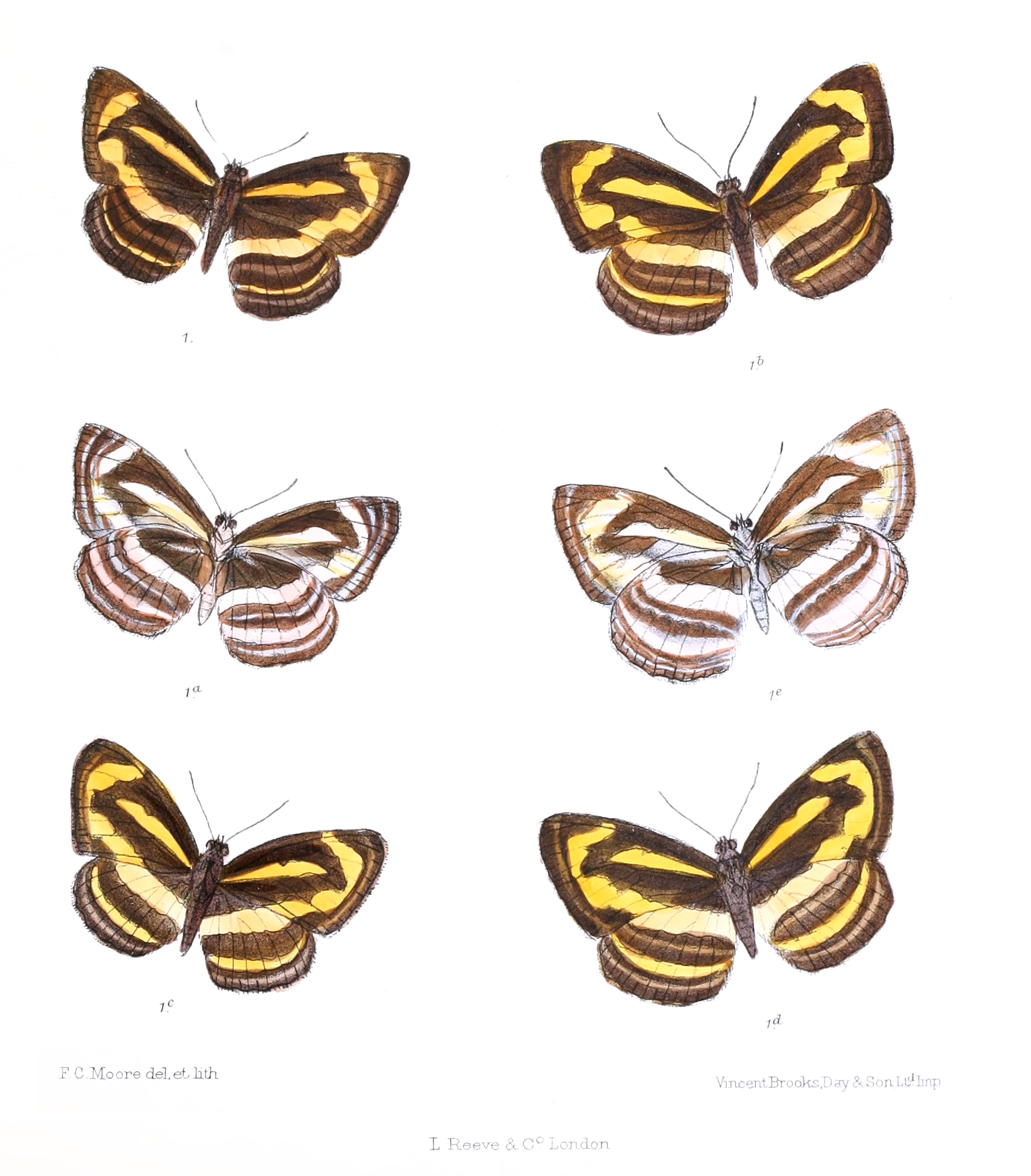
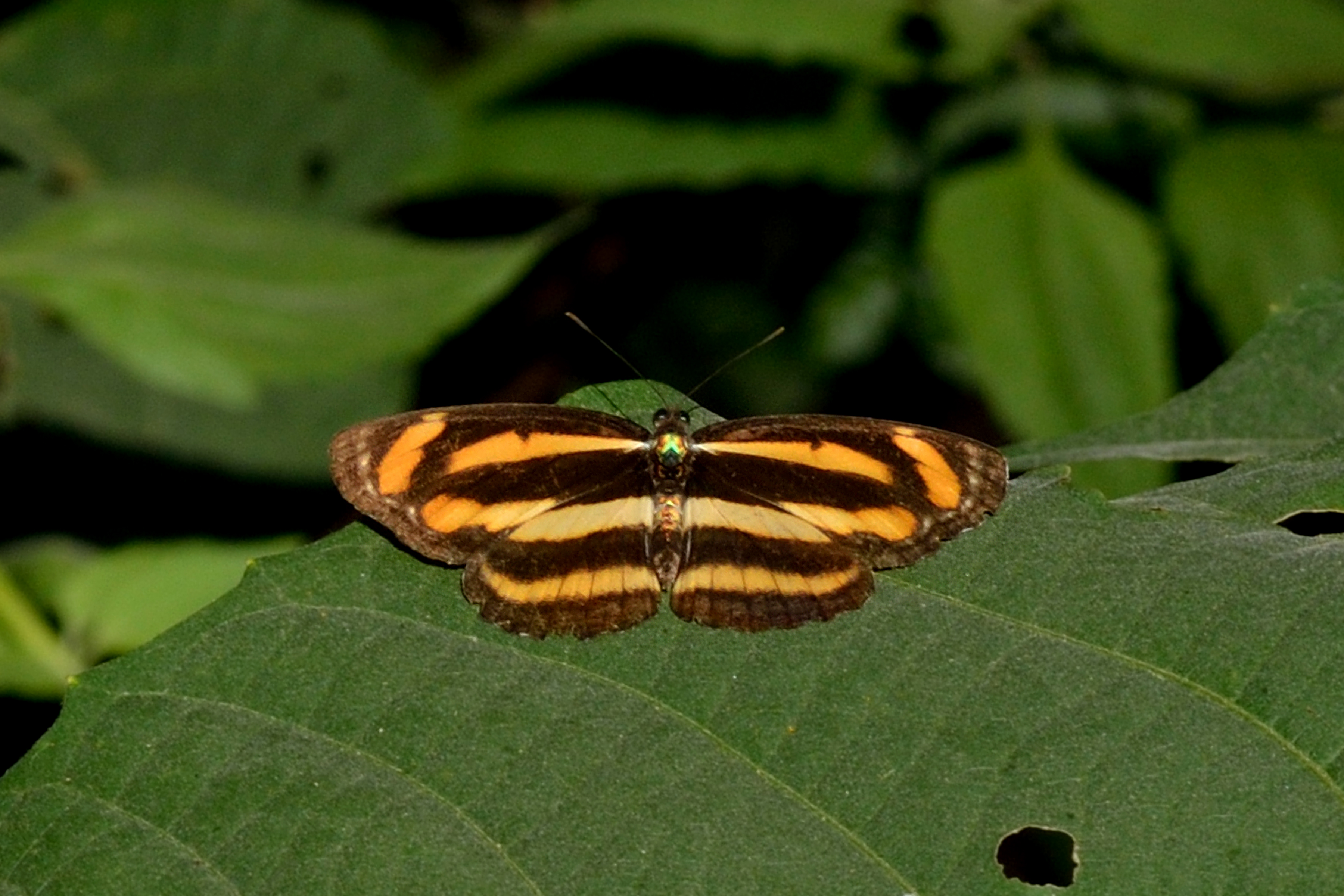